# Araegeus fornasinii
Araegeus fornasinii is een spinnensoort in de taxonomische indeling van de springspinnen (Salticidae).
Het dier behoort tot het geslacht Araegeus. De wetenschappelijke naam van de soort werd voor het eerst geldig gepubliceerd in 1881 door Pavesi.